# Sorex volnuchini
Sorex volnuchini is een zoogdier uit de familie van de spitsmuizen (Soricidae). De wetenschappelijke naam van de soort werd voor het eerst geldig gepubliceerd door Ognev in 1922.